# Založba kaset in plošč RTV Slovenija
Založba kakovostnih programov (nekdaj: Založba kaset in plošč) RTV Slovenija - ZKP RTV SLO - producira, izdaja in distribuira avdio programe že od šestdesetih let 20. stoletja, v osemdesetih letih 20. stoletja pa so se začeli ukvarjati tudi z video programom. Skrbi za rock, pop, šanson, ljudsko, etno in narodnozabavno glasbo, jazz, klasiko in opero. V sedemdesetih in osemdesetih letih je bila ena najmočnejših založb na ozemlju nekdanje Jugoslavije.
Spada pod okrilje Radiotelevizije Slovenija, do leta 1990 se je imenovala Založba kaset in plošč RTV Ljubljana, pogosto jo zaradi splošne poznanosti imenujejo zgolj z generičnim imenom Založba kaset in plošč. Okoli leta 2010 pričnejo uporabljati ime Založba RTV Slovenija - Založba kakovostnih programov - ZKP RTV SLO.
Pod okrilje založbe v modernem času spadajo med drugimi:  Bojan Gorišek in Dubravka Tomšič, Tartini kvartet, pevci Barbara Jernejčič Fürst, Marko Fink in Janez Lotrič, skladatelji Vinko Globokar, Janez Matičič, Bor Turel, Božidar Kos, Janez Gregorc, Milko Lazar, Tadej Tomšič, Tone Janša, Jani Moder in Robert Jukič, ter skupine  Mi2, Dan D, Niet in Avtomobili.
Po nekaterih podatkih je bila prva kaseta izdana pri Založba kaset in plošč RTV Ljubljana Slovenski oktet - Ribniška 1970., prva kaseta slovenske zabavnoglasbene skupine pa kaseta Bele vrane - Bele Vrane 1971  . po drugih pa so bile prve kasete izdane pri ZKP RTV Ljubljana 1970: Plesni orkester RTV Ljubljana, Slovenski Top Pop, Ljubljanski Jazz Ansambel, Ansambel Borisa Kovačiča - Leži vasica za goro in Ansambel Mihe Dovžana - Ko po cesti grem.. Še leta 1991 so na letni ravni izdali in prodali kar okoli dva milijona audio kaset, 70 tisoč videokaset, 50 tisoč velikih plošč in 50 tisoč laserskih plošč, 63,7% je bil domači program 
Zadnja kaseta v produkciji ZKP je izšla decembra 2006, Mladi Dolenjci - Očka bom postal , v 2005 so bile izdane 4 kasete predvsem narodnozabavnih izvajalcev, med zadnjimi izvajalci popularne glasbe na kasetah pa so bili Faraoni - Vol. 1 (2004) in Rudi Bučar - Kapot (2004). ZKP je skupaj izdala 2378 kasetnih izdaj - od govornih, otroških do zabavne in klasične glasbe. Stroje za razmnoževanje kaset so leta 2008 dokončno odprodali..
Prvi CD slovenske zabavne glasbe izdan pri Založba kaset in plošč RTV Ljubljana je bil Moulin Rouge - Najslajši poljubi 1989.